# Otto Ekelmann
Otto Ekelmann (* 11. Oktober 1890 in Dülken, Rheinland; † 29. Juni 1973 in Berlin) war ein deutscher Baptistenpastor, Verleger und Autor.

## Leben
Ekelmann entstammte einem baptistischen Elternhaus. Schon früh hatte er den Wunsch, Geistlicher zu werden. Seine Absicht, ein Studium am Predigerseminar der deutschen Baptisten in Hamburg-Horn zu beginnen, wurde von einer schweren Lungenerkrankung durchkreuzt. Nach langwierigen Heilbehandlungen erlernte er einen bürgerlichen Beruf, arbeitete aber bereits ehrenamtlich als Missionshelfer in Liegnitz. 1914 berief die Baptistengemeinde Rummy den theologischen Autodidakten zu ihrem Prediger. Diesen Dienst übte Ekelmann bis 1923 aus. Im selben Jahr nahm er eine Berufung der Baptistengemeinde Memel an. Hier verfasste er die Geschichte der Ersten Ostpreussischen Baptistengemeinde in Memel und ihrer Missionsfelder in Ostpreussen und Russland. In dieser Zeit war Ekelmann auch Vereinigungsleiter der baptistischen Ostpreußischen Vereinigung. 1928 übernahm er als Reiseprediger einen übergemeindlichen Dienst des deutschen Baptistenbundes und war dann von 1929 bis 1936 Gemeindepastor in Marienwerder. Nach einem weiteren Gemeindedienst in der Baptistengemeinde Berlin, Wattstraße (1936 bis 1947) erhielt er durch den Baptistenbund Ost die Berufung als „Sachbearbeiter für Presse- und Schrifttumsfragen in der DDR“. 1945 erhielt er für die Herausgabe der Mitteilungen für die Evangelisch-Freikirchlichen Gemeinden eine Lizenz von der Sowjetischen Militäradministration in Deutschland (SMAD). Diese vom September 1945 bis März 1947 monatlich erscheinende Gemeindezeitschrift war zugleich das erste genehmigte konfessionelle Blatt in der Sowjetischen Besatzungszone (SBZ). Ab 1947 hieß diese Gemeindezeitschrift Wort und Werk; ab 1952 enthielt sie unter dem Titel Die Botschaft vier von den Brüdergemeinden verantwortete Seiten. Die Zeitschrift erschien bis 1990. 
1947 erhielt Ekelmann auch die Erlaubnis zur Einrichtung einer christlichen Buchhandlung in Berlin, deren Hauptaufgabe darin bestand, die zum Bund Evangelisch-Freikirchlicher Gemeinden (BEFG) gehörenden gemeindlichen Büchertische zu beliefern. 1965 konnte der freikirchliche Bund die „Evangelische Versandbuchhandlung Otto Ekelmann“ übernehmen. Eine Zusammenarbeit mit dem Oncken-Verlag – die traditionell schon früher bestanden hatte – wurde immer erstrebt, war jedoch aus politischen Gründen schwierig. 1992 übernahm der Oncken-Verlag die Aufgaben der Buchhandlung Ekelmann und der R. Brockhaus Versandbuchhandlung mit und bezog in Kassel-Bettenhausen ein neues Verlagsgebäude für Versandbuchhandlung und Redaktion.
Neben seiner buchhändlerischen und verlegerischen Tätigkeit war Ekelmann ein Autor zahlreicher Schriften und Traktate, die für den religiös interessierten Teil der DDR-Bevölkerung geschrieben wurden. Ekelmann war Mitglied der Christlichen Friedenskonferenz, an deren I. Allchristlichen Friedensversammlung er sich 1961 in Prag beteiligte.

## Schriften
- Gnadenwunder: Geschichte der Ersten Ostpreussischen Baptistengemeinde in Memel und ihrer Missionsfelder in Ostpreussen und Russland. 1841-1928, Memel 1928.
- Charles Haddon Spurgeon. Altes Gold aus Spurgeons Schätzen (gesammelt von Albert Hoefs; überarbeitet und herausgegeben von Otto Ekelmann), 1962.
- Glaubensstimme für Gemeinde und Haus, Berlin 1956.
- Jesus in Plötzensee, Berlin 1956.
- Ich bin der Weg und die Wahrheit und das Leben!, Berlin 1956.